# 유강 (건향희후)
유강(劉康, ? ~ ?)은 전한 말기의 제후로, 노경왕의 아들이다.

## 행적
양삭 4년(기원전 21년), 형 유민과 함께 열후에 봉해져 건향후(建鄕侯)가 되었다.
시호를 희(釐)라 하였고, 아들 유자당이 작위를 이었다.

## 출전
- 반고, 《한서》 권15하 왕자후표 下

| 전임 (첫 봉건) | 전한의 건향후 기원전 21년 4월 갑인일 ~ ? | 후임 아들 유자당 |